# 삼성 갤럭시 퀀텀4
삼성 갤럭시 퀀텀4(영어: Samsung Galaxy A54 5G)는 삼성전자가 갤럭시 A 시리즈의 일부로 개발한 안드로이드 스마트폰이다. 이 장치는 2023년 3월 15일에 발표되었다.